# الإسلام في عصر أسرة تانغ

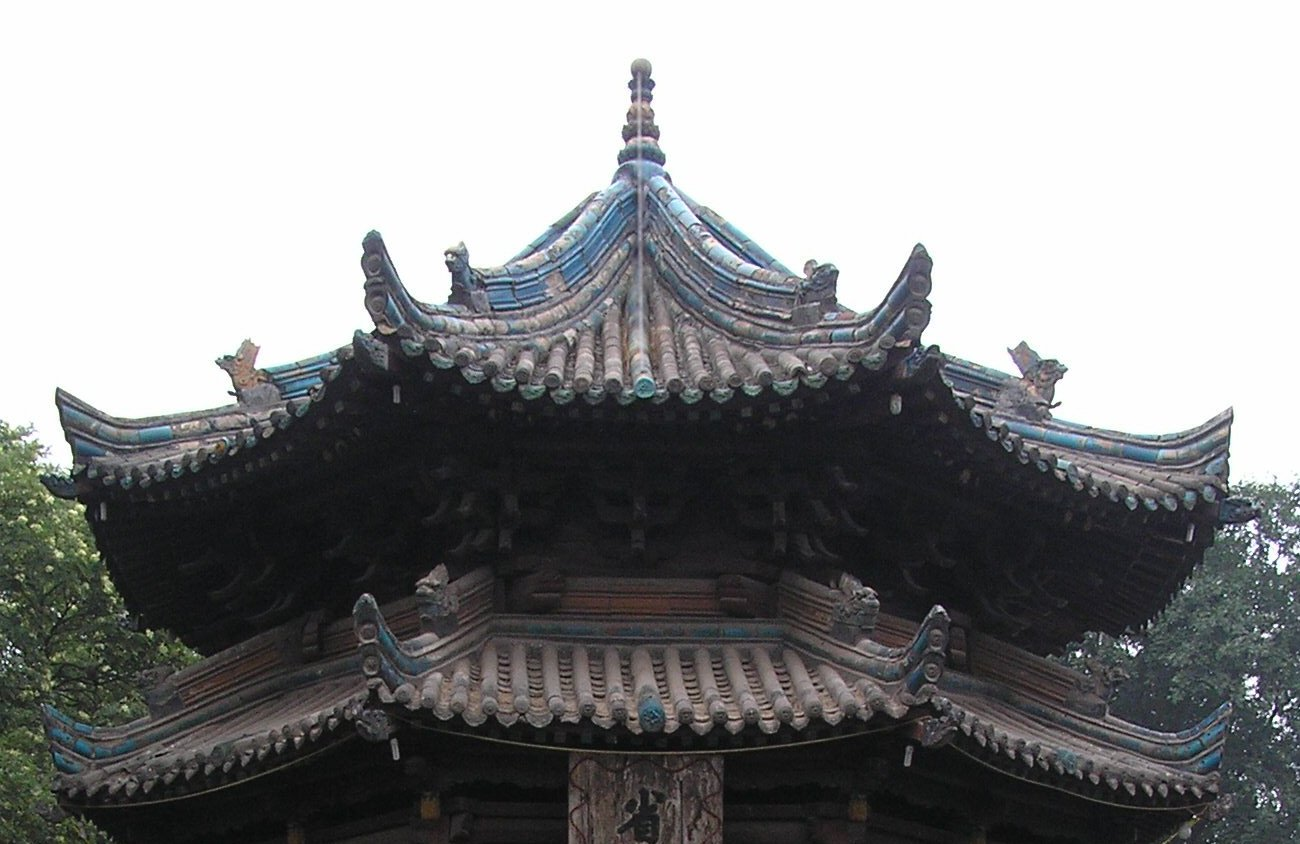
أعلى المسجد الكبير في شيان، تم اقتصاصه من: الصورة: مئذنة المسجد الكبير على الطراز الصيني.jpg Cuñado 20px - Talk 17:49، 18 أكتوبر 2006 (التوقيت العالمي الموحد)

إن تاريخ الإسلام في الصين يعود إلى السنوات الأولى من الإسلام. وفقا للحسابات التقليدية للمسلمين الصينيين، بعد ثمانية عشر عاما من وفاة الرسول محمد ﷺ، أرسل خليفة المسلمين الثالث عثمان بن عفان وفدا برئاسة سعد بن أبي وقاص، إلى الإمبراطور الصيني غاوزونغ.

## أصول
وفقا للحسابات التقليدية للمسلمين الصينيين دخل الإسلام مع الوفد الذي بعث به عثمان بن عفان ثالث الخلفاء، 651، أقل من عشرين عاما بعد وفاة النبي محمد. الوفد بقيادة سعد ابن أبي وقاص. الإمبراطور غاوزونغ، إمبراطور تانغ الإمبراطور الذي تلقى المبعوث ثم أمر ببناء المسجد التذكاري في كانتون، أول مسجد في البلاد في ذكرى النبي.
بينما يقول المؤرخون الحديثون أنه ليس هناك أي دليل على ذهاب سعد بن أبي وقاص نفسه إلى الصين، وهم يعتقدون أن المسلمين الدبلوماسيين والتجار وصل إلى الصين الهانية في غضون عقود قليلة من بداية الدعوة المحمدية. «عهد أسرة تانغ» عالمية الثقافة، مع اتصالات مكثفة مع آسيا الوسطى كبير من المجتمعات (في الأصل غير مسلم) وسط وغرب آسيا التجار المقيمين في المدن الصينية، مما ساعد على إدخال الإسلام.

## الاتصالات المبكرة بين الإسلام والصين
الشعوب العربية هي أول من أشار إليه في الصينية سجلات مكتوبة تحت اسم داشي (بالصينية:大食) في سجلات أسرة تانغ (618-907)، (تاشي أو داشي الصينية تحريف للفظة تازي الفارسية التي معناها السلقة وهو اسم كان يسميه الفرس احتقارًا للعرب). السجلات التي يرجع تاريخها من 713 الكلام من وصول داشي السفير. أول إسلامية كبرى المستوطنات في الصين يتكون من التجار العرب والفرس.
في 751 هزم المسلمون الجيش الصيني في معركة نهر طلاس. في أسرة تانغ شهد إنشاء أول سفارة للمسلمين، مع تبادل مبعوث من الإمبراطور غاوزونغ إمبراطور تانغ والخليفة عثمان. كانت هناك أيضا طلبات للحصول على مساعدة من الجنود المسلمين. في 756، الوحدة ربما تتكون من الفرس والعراقيين تم إرسالها إلى Kansu لمساعدة الإمبراطور سو-تسونج في صراعه ضد تمرد آن لوشان. أقل من 50 عاما في وقت لاحق، أبرم تحالف بين تانغ والعباسيين ضد التبت الهجمات في آسيا الوسطى. بعثة من الخليفة هارون الرشيد (766-809) وصل تشانغ. هذه العلاقات الدبلوماسية كانت متزامنة مع البحرية توسع العالم الإسلامي في المحيط الهندي بقدر شرق آسيا بعد تأسيس بغداد في 762. بعد أن تم تغيير العاصمة من دمشق إلى بغداد، السفن تبدأ في الإبحار من بندر سيراف، ميناء البصرة إلى الهند، Malaccan مضيق وجنوب الصين. كانتون، أو Khanfu في اللغة العربية، وهي ميناء في جنوب الصين، في عداد سكانها 200,000، التجار من المسلمين المناطق.

## أوائل المسلمين في الصين
واحد من أقدم المساجد في الصين هو المسجد الكبير في شيان بني في 742 (وفقا النقش على الحجر لوحي في الداخل)
خلال عهد أسرة تانغ استمر تدفق التجار من العرب والفرس الذين وصلوا إلى الصين عبر طريق الحرير في الخارج الطريق من خلال ميناء تشيوانتشو. فإن المسلمين قد المساجد في الخارجية الربع على الضفة الجنوبية من كانتون النهر. ليس كل من المهاجرين المسلمين، ولكن الكثير أو البعض منهم بقي. وسجلت أنه في 758 كبير من المسلمين التسوية في قوانغتشو اندلعت في الاضطرابات وهرب. نفس العام، العربية والفارسية القراصنة الذين ربما كان قاعدتها في ميناء في جزيرة هاينان. سبب هذا بعض من التجارة إلى تحويل إلى شمال فيتنام وتشاوتشو منطقة فوجيان الحدود. في مسلم المجتمع في كانتون قد شيدت مسجد كبير (مسجد هوايشينغ)، دمرتها النيران في 1314 وأعيد بناؤها في 1349-51 ؛ أنقاض برج تبقى من المبنى الأول.

## القوانين المتعلقة الدين
وقد جلب الإسلام إلى الصين خلال عهد أسرة تانغ من قبل التجار العرب الذين كانوا في المقام الأول معنيين بالتجار والتجارة، ولا يهتمون على الإطلاق بنشر الإسلام. لم يحاولوا تحويل الصينيين على الإطلاق، ولم يفعلوا سوى التجارة. وبسبب هذا الأنظار، فإن مرسوم البوذية المناهض ل 845 خلال الاضطهاد العظيم للبوذية قال شيئا مطلقا عن الإسلام. في حين أن المستوطنين المسلمين في وقت مبكر، مع مراعاة المبادئ وممارسة شعائر إيمانهم في الصين، لم يقوموا بأي حملة شاقة ضد البوذية أو الكونفوشيوسية أو الطاوية أو عقيدة الدولة، وكانوا يشكلون عنصرا عائما وليس عنصرا ثابتا من السكان، القادمة والذهاب بين الصين والغرب من الخارج أو الطرق البرية.

## مذبحة الأجانب
حصلت اثنتين من المجازر وكان ضحاياها من المسلمين في سلالة تانغ في الصين، مذبحة يانغتشو (760) ومجزرة قوانغتشو.
في 878 سجلت مذبحة المسلمين في قوانغتشو (كانتون) على يد زعيم المتمردين هوانغ تشاو. أبو زيد من Siraf ذكرت أن 120,000 التجار الأجانب قتلوا هوانغ تشاو، بينما في وقت لاحق مس udi ادعى 200,000. الضحايا من المسلمين واليهود والمسيحيين والزرادشتيين (البارسي). ويقدر أن عدد القتلى بين من 120,000 و200,000.
العربية الجغرافي والرحالة أبو زيد حسن المسجلة:
لا أقل من 120,000 من المسلمين واليهود والمسيحيين البارسي هلك.' (حوراني 1995:76).